# Yo soy Mina
Yo soy Mina è una raccolta della cantante italiana Mina pubblicata nel 2011.
Questa raccolta non è inclusa nella discografia sul sito ufficiale minamazzini.com.

## Tracce
1. Juntos (Insieme) – 4:09
2. Grande grande grande (versione in spagnolo) – 3:59
3. Amor mio (versione in spagnolo) – 4:50
4. No juego más (Non gioco più) – 2:55
5. ¿Y qué? (E poi...) – 4:50
6. Que nos separemos (Io e te da soli) – 4:33
7. Yo pienso en ti (E penso a te) – 3:43
8. No lo creas (Non credere) – 4:17
9. Distancias (Distanze) – 4:39
10. Nuur (versione in spagnolo) – 4:16
11. La mente cambia (La mente torna) – 4:27
12. Canción para ti (Canzone per te) – 3:35
13. Dos o acaso tres (Due o forse tre) – 4:02
14. Todo pasará, verás (Tutto passerà vedrai) – 3:30
15. De qué servirá (Che vale per me) – 2:19
16. Los problemas del corazón (I problemi del cuore) – 3:45
17. Balada para mi muerte – 3:55
18. Yo qué puedo hacer (Uomo) – 3:55